# Trémoulet
Trémoulet är en kommun i departementet Ariège i regionen Occitanien i södra Frankrike. Kommunen ligger  i kantonen Saverdun som ligger i arrondissementet Pamiers. År 2022 hade Trémoulet 105 invånare.

## Befolkningsutveckling
Antalet invånare i kommunen Trémoulet
Referens: INSEE